# Commodore User
A Commodore User (röviden: CU) az egyik legrégebbi brit Commodore folyóirat volt. Története mintegy 15 évet ölel fel, tartalma vegyesen műszaki és videójáték jellegű volt és alkalmanként játéktermi játékok ismertetései is részét képezték. Az első években a Commodore 64 volt fókuszban, majd első 1986-os megjelenése után egyre inkább az Amiga platform kezdett dominánssá válni, mely 1990-ben az újság nevének megváltozásához vezetett. Az új név a CU Amiga lett, melyet meg is tartott az 1998 októberi megszűnésig.

## CU történet
Az újság története a korábbi Vic Computing megszűnésével kezdődik 1983-ban. A Vic Computing 1982 áprilisában jelent meg először és lényegében ennek neve változott meg 1983 októberétől Commodore User-re. Júniusban megjelent egy bemutató szám, majd októberben az első hivatalos kiadvány.
A kezdeti időszak a bővülés, átalakulás jegyében telt. 64-ről 96, majd 116 oldalra nőtt a terjedelem és a kezdetben dominánsan technikai jellegű, programkódokkal, programozási segédletekkel teli tartalom lassan a játékleírások, bemutatók felé kezdett eltolódni. A számok ára is felkúszott 1 font fölé. Az első 12 számot még a Paradox Group adta ki, majd 1984 októberétől az újság további megjelenése alatt az EMAP. A VIC-20-szal kapcsolatos írások 1985-re már csak elvétve szerepeltek, átadva helyüket a sokkal népszerűbb Commodore 64-nek és az ezzel kapcsolatos tartalmaknak.
1986-tól kezdődően kezdett el foglalkozni a CU az új, már 16-bites Amiga számítógéppel. A példányszám 1988-ban 70 ezerre nőtt. Az egyre növekvő amigás tartalmak miatt nevet változtattak, először CU Commodore User Amiga-64-re, majd rövidesen a rövidebb CU Amiga-64-re. 1990-ben aztán a Commodore 64 piacának nyilvánvalóvá váló tartós hanyatlása miatt ejtették a C64 platformot és innentől CU Amiga néven már csak erre a Commodore termékre koncentráltak.

## CU Amiga történet
Az 1990-es évek az Amiga évtizedének tűnt, így az otthoni alkalmazásra tervezett Amiga 500, illetve az irodai felhasználást célzó nagyobb testvér, az Amiga 2000 került a fókuszba 1990 márciusától. Mindemellett szép számban és egyre nagyobb terjedelemben jelentek meg az Amiga egyéb termékeinek specifikus ismertetői, mint például: Amiga 600, Amiga 1200, Amiga 4000, végül pedig az Amiga CD32. A magazin a változtatások nyomán növekvő eladásokat és példányszámot ért el.
1994-re aztán az Amiga népszerűsége is csökkenni látszott és az újságnak egy egyre zsugorodó piacon kellett helytállnia a versenytársakkal szemben. Újra nevet változtattak, CU Amiga Magazine-ra és az 1998-ig tartó időszakban erősödött a professzionális cikkek száma a nagy mennyiségű játékbemutató és leírás mellett.
Annak ellenére, hogy a CU volt a legjobb eladásokat felmutató Amiga magazin az Egyesült Királyságban, az EMAP kiadó mégis a bezárás mellett döntött, a romló pénzügyi eredményekre hivatkozva. Egy nyolcoldalas búcsúszámot adtak ki, melynek előlapja fejtetőre állítva jelent meg, melyen a hírújság nevét egy Monty Pythont idéző lábbal eltiporva ábrázolták.
A CU bezárása lesújtotta a versenytársakat is és lényegében a legnagyobb versenytárs, az Amiga Format maradt talpon még 2000 májusáig. A szerkesztői csapat nagy része egy évvel a CU megszűnése után, 1999 októberében új amigás újságot indított útjára, az Amiga Active-ot, mely 2001 novemberéig létezett és lényegében túlélte a nagy rivális Amiga Formatot.

## Fordítás
- Ez a szócikk részben vagy egészben  a   Commodore User című angol Wikipédia-szócikk fordításán alapul.  Az eredeti cikk szerkesztőit annak laptörténete sorolja fel. Ez a jelzés csupán a megfogalmazás eredetét és a szerzői jogokat jelzi, nem szolgál a cikkben szereplő információk forrásmegjelöléseként.